# 山口兵内
山口 兵内 （やまぐち へいない）は、江戸時代初期の武士。豪族出身で紀伊国名草郡山口村6万石代官である。家紋は抱き茗荷。

## 略歴
山口喜内の子として誕生。慶長19年（1614年）から始まる大坂の陣で、豊臣方に属し父と共に樫井の戦いに出陣後の和歌山城を襲った[1]。
妻は豊臣秀吉の甥である秀次の側室・小督の局の子であるお菊。徳川方に寝返った浅野長晟軍を挟み討ちにする密書を大坂城の夫に渡すため、お菊は黒髪を断ち男装する。その黒髪を松の根元に埋めたとされる山が今のお菊山である。

## 山口家一族
山口家の菩提寺である遍照寺（和歌山市里）に、山口一族の多くの墓があるが、山口喜内、お菊の夫であった兵内、及びお菊の文字は見あたらず、和泉国には残っているものの、その記録は紀州から消されたような形になっている。大坂夏の陣の後、友人であった真田家に匿われ、現在もなおその血を残しておることは、まだあまり知られていない。